# Obrona Niemczy
Obrona Niemczy – obrona grodu w Niemczy w sierpniu 1017, za panowania Bolesława Chrobrego podczas wojny polsko-niemieckiej (1015–1018).
W 1017 niemieckie oddziały zbrojne Henryka II wraz ze sprzymierzonymi oddziałami Czechów i Wieletów wkroczyły w granice polskie. Po doświadczeniach poprzednich wypraw, tym razem Henryk II nie chciał zostawić za plecami swojego wojska grodu z polską załogą i nie próbował przeprawy przez Odrę. Przed dalszym marszem postanowił zdobyć Niemczę.

## Bitwa

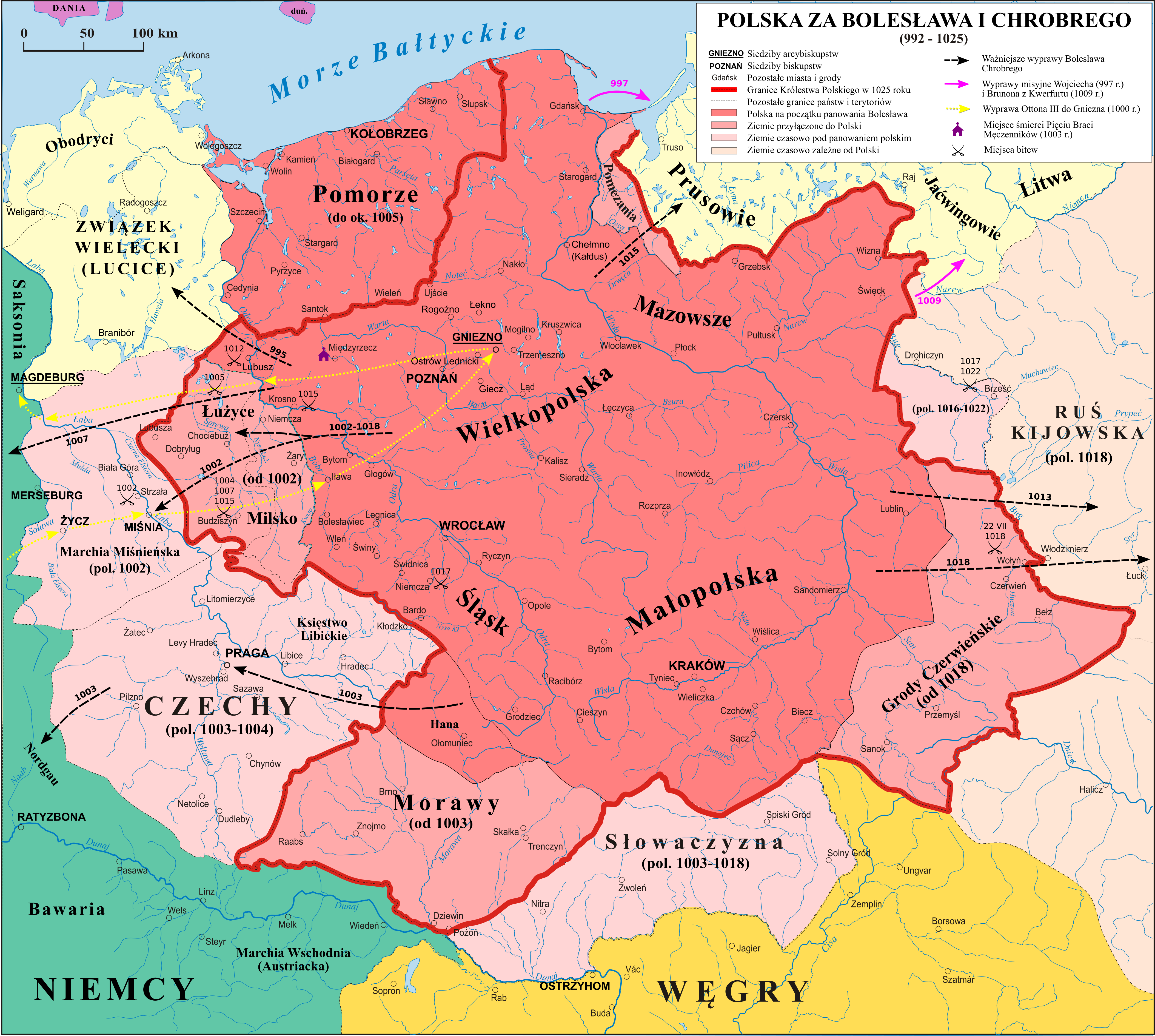
Polska za Bolesława Chrobrego. Oznaczono miejsce bitwy.

Henryk II posłał pod Niemczę 12 tysięcy wojów. Kiedy pod gród przybyły wojska polskie, te, pomimo pewnych strat, zdołały się przebić. W „trzy dni potem” pod gród przybył sam cesarz. Najprawdopodobniej Niemcza nie obroniłaby się, gdyby nie wsparcie oddziału wysłanego przez Bolesława Chrobrego z Wrocławia. Obrońcy wytrzymali wielokrotnie ponawiane ataki przeciwnika. Niemiecki kronikarz Thietmar z Merseburga napisał (księga VII, 60): 

Cesarz nakazał naszym zbudować różnego rodzaju machiny oblężnicze, wnet atoli ukazały się bardzo podobne do nich u przeciwnika. Nigdy nie słyszałem o oblężonych, którzy by z większą od nich wytrwałością i bardziej przezorną zaradnością zabiegali o swoją obronę. Naprzeciw pogan [Wieletów] wznieśli krzyż święty w nadziei, iż pokonają ich z jego pomocą. Gdy zdarzyło im się coś pomyślnego, nie wykrzykiwali nigdy radości, ale i niepowodzenia również nie ujawniali przez wylewne skargi.

 Po trwającym miesiąc oblężeniu, w czasie którego Bolesław Chrobry ze swymi głównymi siłami plądrował Czechy, terytorium niemieckiego sojusznika, cesarz ustąpił spod grodu i wkrótce zgodził się podpisać pokój w Budziszynie.
Obecnie w miejscu grodu oraz dawnego podgrodzia znajduje się zabytkowa starówka z wieloma malowniczymi kamienicami.

## Bitwa w kulturze
W 1905 powstała Powieść o udałym Walgierzu Stefana Żeromskiego, a w 1961 powieść historyczna Karola Bunscha Rok tysięczny, gdzie dołączono opowiadanie Obrona Niemczy. Na ich podstawie powstał w 1978 film historyczny Dux Polonorum – Niemcza 1017 Rok w reżyserii Janusza Chodnikiewicza.